# Frederich Cepeda
Frederich Cepeda (8 de abril de 1980) é um jogador de beisebol cubano.

## Carreira
Frederich Cepeda foi campeão olímpico nas Olimpíadas de 2004. Também consquistou medalha de prata nos Jogos Olímpicos de 2008.